# Casa Taddei

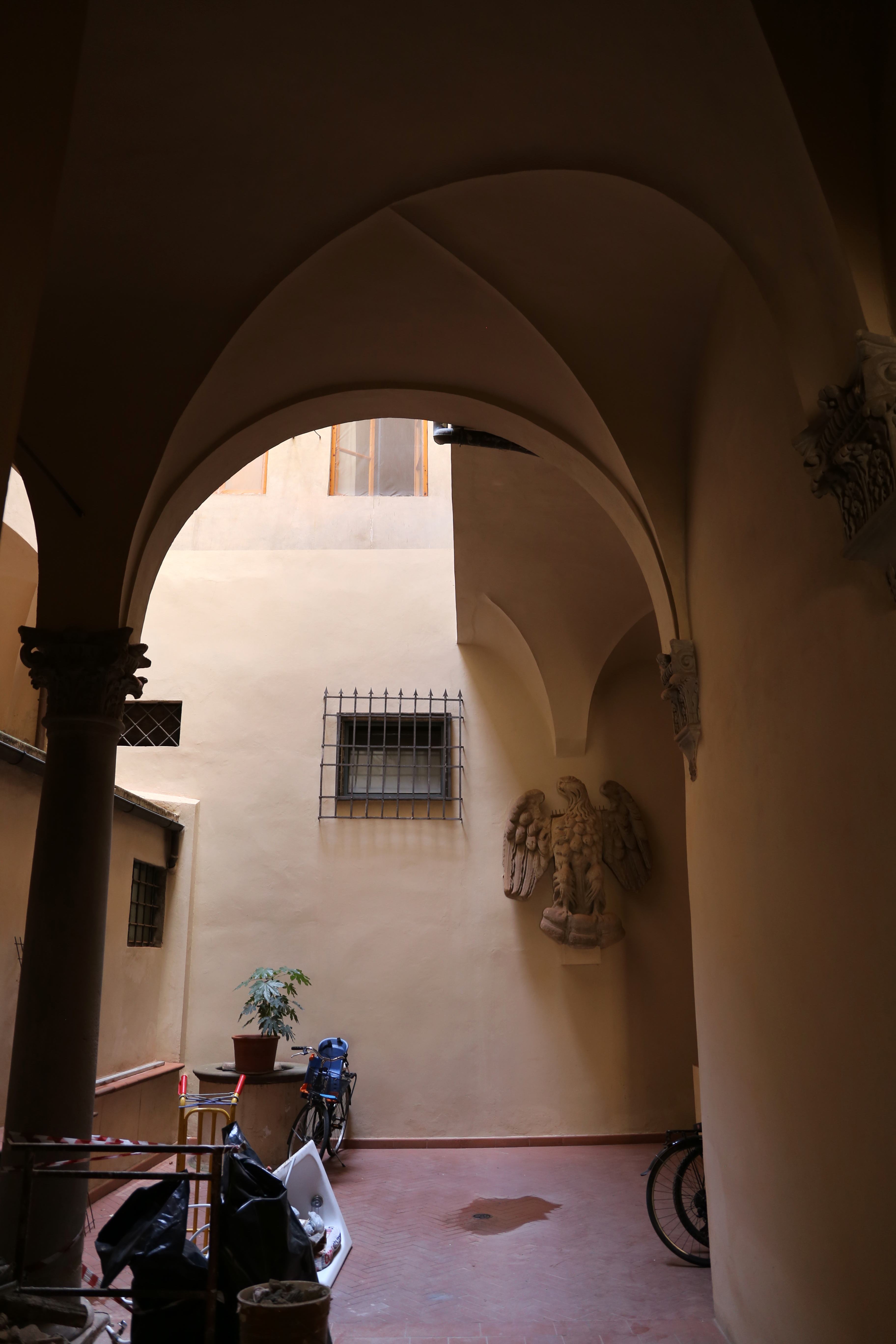
Il cortile

Casa Taddei è un edificio storico di Firenze, situato in borgo degli Albizi 17. L'edificio è sottoposto a vincolo architettonico dal 1963.

## Storia e descrizione
La casa, dai caratteri cinquecenteschi, è ricordata da Federico Fantozzi (in ossequio all'attenzione propria del tempo per le dimore legate alla vita degli uomini illustri) in quanto luogo della morte dello storico Riguccio Galluzzi, avvenuta il 25 settembre 1801 al tempo in cui l'edificio era di proprietà di Carlo Londi: "fu il Galluzzi dotto, modesto e di integerrimi costumi, e scrisse d'ordine del granduca Leopoldo I la Storia della Toscana, durante la dominazione Medicea".
Successivamente la casa è documentata per essere stata utilizzata quale alloggio del personale al servizio della famiglia degli Alessandri (si veda al numero civico 15), probabilmente in vista di una possibile espansione del loro vicino palazzo. A quell'epoca forse risale lo stemma dell'Arte dei Mercatanti ora nel cortile.

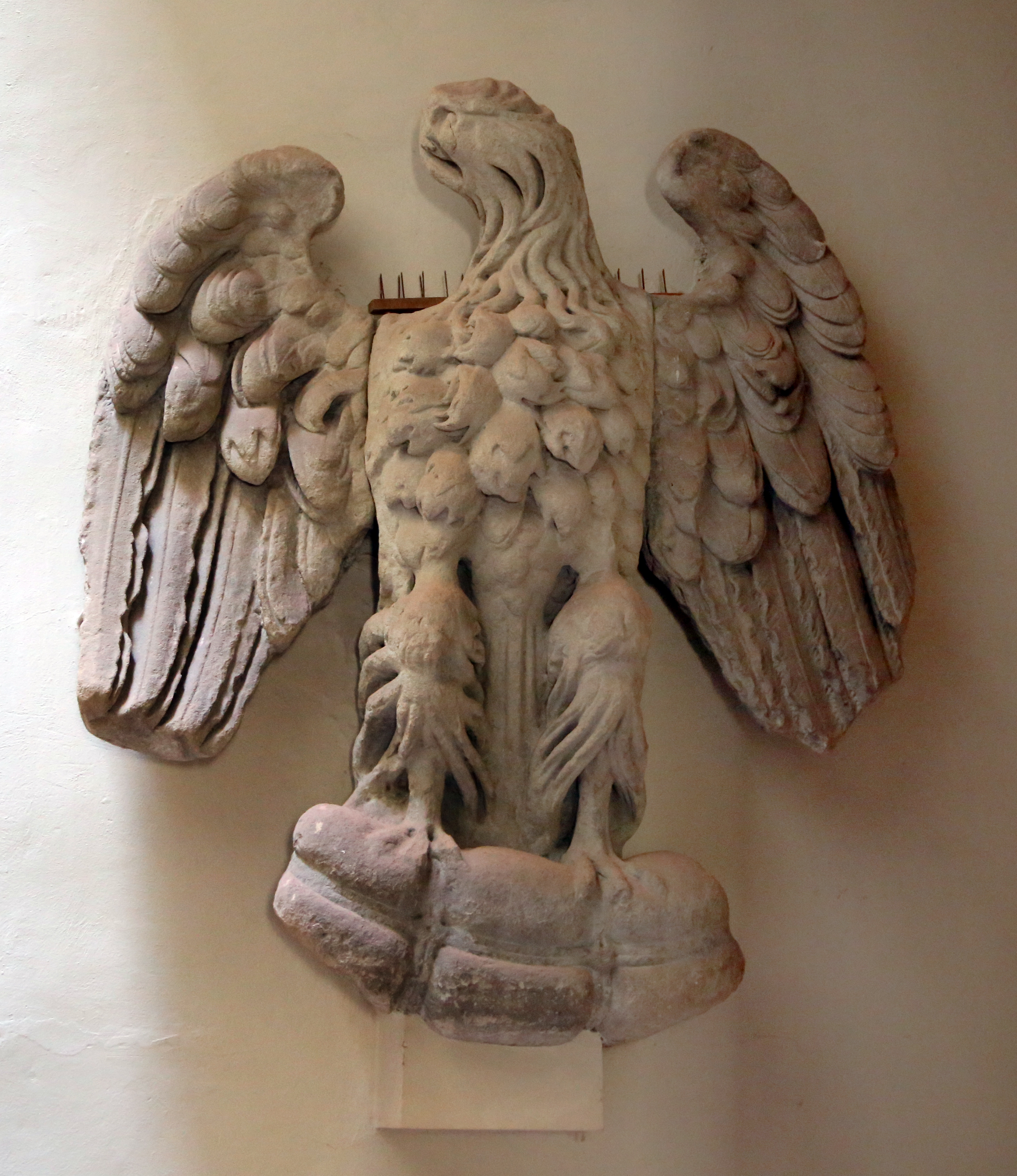
L'aquila dell'Arte di Calimala

Ciò detto, anche questo edificio non è privo d'interesse architettonico, nel suo riproporre in scala minore gli elementi tipici del lessico manierista: si veda come, a fronte di finestre e di un portone di dimensioni decisamente contenute, anche le bugne a cuscino che incorniciano i vari elementi si vadano riducendo in scala, senza tuttavia nulla far perdere all'equilibrio del disegno d'insieme, decisamente gradevole. Che si tratti di una casa di ben più antiche origini lo testimoniano in particolare gli ambienti, ora adibiti ad esercizio commerciale, che si aprono a sinistra del portone, sviluppati inusitatamente in profondità e originati da quelli tipici di una casa corte mercantile di età medievale. Da segnalare come tali fondi fossero stati acquisiti dal noto imprenditore Girolamo Pagliano e nel 1905 messi in comunicazione con quelli del suo palazzo di via de' Pandolfini 14, in modo da ampliare gli spazi per l'opificio dove si produceva il famoso sciroppo medicamentoso che tanta fortuna economica aveva dato al nostro: a queste vicende risale l'ampio lucernario che copre il cortile tardo quattrocentesco interno. 
I vari ambienti del fondo sono stati restaurati tra il 1994 e il 1995. Sulla facciata si trova una buchetta del vino
Sul fronte è un'epigrafe in ricordo del già citato Riguccio Galluzzi:
| RIGUCCIO GALLUZZI ISTORICO DELLA DOMINAZIONE MEDICEA MINISTRO DELLE FINANZE FAUTORE DELLA MODERNA CIVILTÀ A PIETRO LEOPOLDO A NAPOLEONE PRIMO CONSOLE CARISSIMO DA FERDINANDO III OPPRESSO DA CARLO LONDI OSPITATO QUI MORÌ IL XXV SETTEMBRE MDCCCI |

### Il palazzo Niccolini di via Pandolfini
Su via de' Pandolfini 14 si trova l'altro edificio i cui interni furono uniti a questo all'epoca di Girolamo Pagliano. Questo edificio, detto palazzo Niccolini, conserva del Cinquecento soltanto il grande portone a bozze di pietra, essendo stato completamente ristrutturato nel Settecento. Nell'atrio il repertorio di Bargellini e Guarnieri segnala un'epigrafe che ricorda come il palazzo sia stato l'abitazione di Pagliano, qui morto nel 1881, e sede dei laboratori dove si produceva il famoso sciroppo medicamentoso di sua invenzione.
| IN QUESTO PALAZZO VISSE LUNGAMENTE E VI MORÌ NEL 1881 IL PROFESSORE GIROLAMO PAGLIANO IL QUALE OLTRE ALL'AVER LARGITO ALL'UMANITÀ SOFFERENTE UN MEDICAMENTO BENEFICO DOTAVA FIRENZE DI UNO DEI SUOI MAGGIORI TEATRI AD ONOARARE LA SUA MEMORIA UN DISCENDENTE QUESTO MARMO PONEVA NEL 1915 |

Sulla facciata da questo lato si vede anche una buchetta del vino tamponata.

## Note

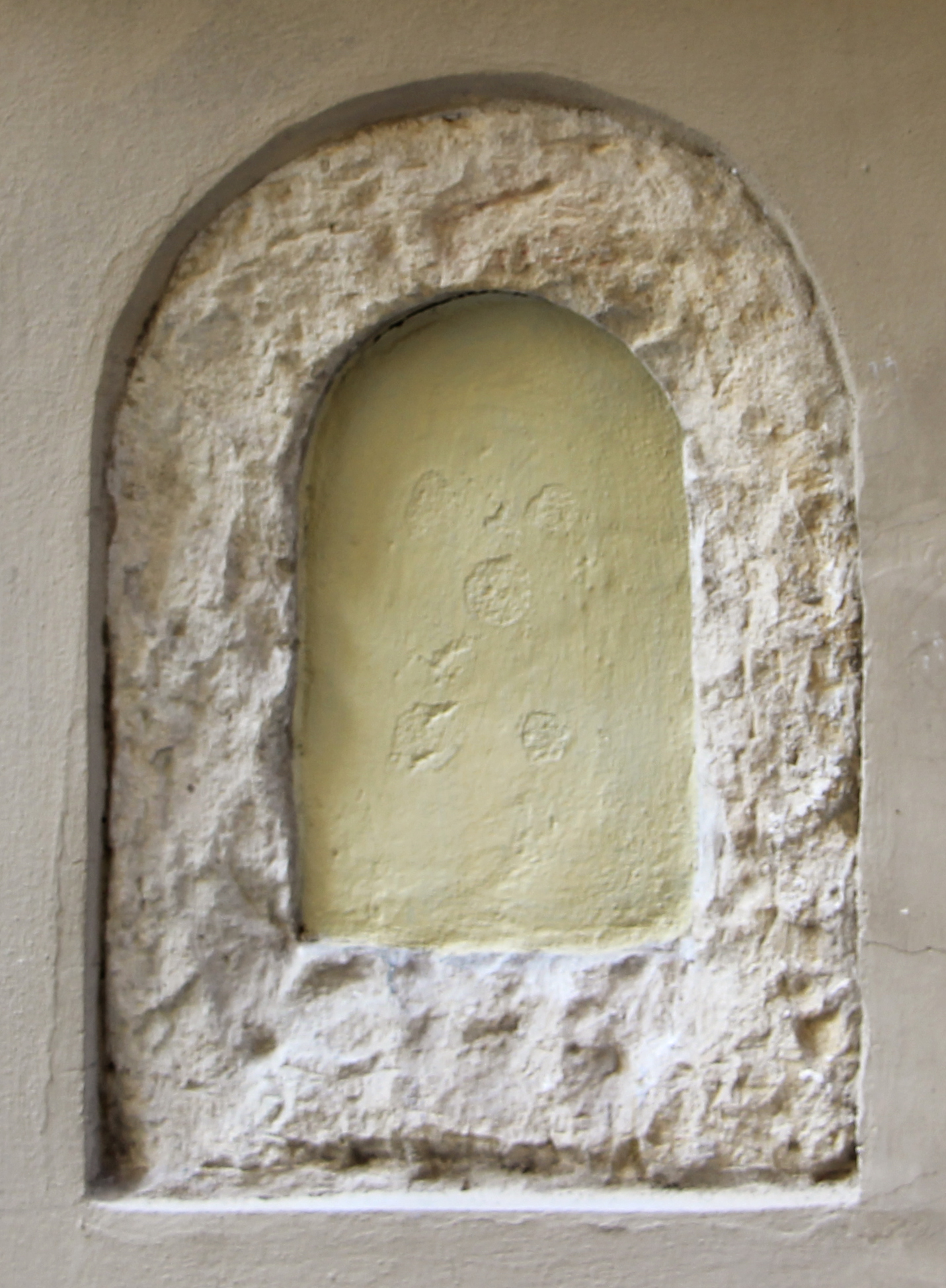
Buchetta del vino tamponata su via Pandolfini